# Ministri dell'istruzione superiore e della ricerca della Francia
Il ministro dell'istruzione superiore e della ricerca (in francese Ministre de l'Enseignement supérieur et de la Recherche), è in Francia il ministro che prepara e attua la politica del governo relativa all'accesso di ognuno alla conoscenza e lo sviluppo dell'istruzione superiore. Il nome esatto è fissato al momento di ogni nomina.
Questa posizione è stata gradualmente assunta dagli anni 1970. In alcuni governi, questo portafoglio è affidato a un segretario di stato presso il ministro dell'educazione nazionale.
L'attuale ministro è Sylvie Retailleau, ministro dell'istruzione superiore e della ricerca e dell'innovazione, dal 20 maggio 2022.

## Ministro o segretario di Stato
Il governo del Fronte popolare nel 1936 includeva, un segretario di Stato per la ricerca scientifica presso il ministro della pubblica istruzione, ma questo segretario di Stato scomparve nel giugno del 1937. Sotto il governo di Pierre Mendès France, dal 1954, e in alcuni governi esisteva un segretariato di Stato presso la presidenza del Consiglio per la ricerca scientifica e il progresso tecnico.
Nel governo di Michel Debré è presente un ministro della ricerca scientifica. Di conseguenza, la ricerca fu presente in diversi governi nella veste di un ministero o di un ministero delegato.
Il segretario di stato autonomo per le università è una figura presente nel governo di Jacques Chirac nel 1974, prima di diventare un vero e proprio ministro nel 1978 nel governo di Raymond Barre. Dal 1981, l'istruzione superiore è stata nuovamente collegata all'educazione nazionale, pur avendo una certa autonomia nell'ambito di un viceministro o di un segretario di stato. Un ministro dell'Istruzione superiore e della ricerca è stato creato per la prima volta nel 1993, all'interno del governo di Édouard Balladur. È stato ricreato nel 2007 nei governi di François Fillon e mantenuto nei governi di Jean-Marc Ayrault, dal 2012 al 31 marzo 2014, e di nuovo dal maggio 2017.
Tra l'aprile 2014 e il maggio 2017, nei governi di Manuel Valls e Bernard Cazeneuve, c'è un segretario di stato responsabile per l'istruzione superiore e la ricerca con il ministro dell'educazione nazionale, dell'istruzione superiore e della ricerca.

## Elenco dei ministri
| Ministro delegato o segretario di Stato                                                                   | Incarico                                                                        | Ministro di vigilanza   | Incarico | Governo                       | Inizio            | Fine              |
| --- | ------------------------------------------------------------------------------- | ----------------------- | --- | ----------------------------- | ----------------- | ----------------- |
| Il ministro dell'educazione nazionale è direttamente responsabile delle università fino a l'8 giugno 1974 |                                                                                 |                         | |                               |                   |                   |
| Jean-Pierre Soisson (dal 8 giugno 1974)                                                                   | Segretario di Stato per le università                                           | Esercizio completo      | Esercizio completo                                                                                             | Chirac I                      | 28 maggio 1974    | 12 gennaio 1976   |
| Alice Saunier-Seïté                                                                                       | Segretario di Stato per le università                                           | Esercizio completo      | Esercizio completo                                                                                             | Chirac I                      | 12 gennaio 1976   | 25 agosto 1976    |
| Alice Saunier-Seïté                                                                                       | Segretario di Stato per le università                                           | Esercizio completo      | Esercizio completo                                                                                             | Barre I                       | 27 agosto 1976    | 29 marzo 1977     |
| Alice Saunier-Seïté                                                                                       | Segretario di Stato per le università                                           | Esercizio completo      | Esercizio completo                                                                                             | Barre II                      | 30 marzo 1977     | 10 gennaio 1978   |
| Alice Saunier-Seïté                                                                                       | Ministro delle università                                                       | Esercizio completo      | Esercizio completo                                                                                             | Barre II                      | 10 gennaio 1978   | 31 marzo 1978     |
| Alice Saunier-Seïté                                                                                       | Ministro delle università                                                       | Esercizio completo      | Esercizio completo                                                                                             | Barre III                     | 5 aprile 1978     | 13 maggio 1981    |
| Nessun titolare tra il 22 maggio 1981 e il 23 luglio 1984                                                 |                                                                                 |                         | |                               |                   |                   |
| Roger-Gérard Schwartzenberg (dal 23 luglio 1984)                                                          | Segretario di Stato per le università                                           | Jean-Pierre Chevènement | Ministro dell'educazione nazionale                                                                             | Fabius                        | 19 luglio 1984    | 20 marzo 1986     |
| Alain Devaquet (fino al 8 dicembre 1986) Jacques Valade (dal 20 gennaio 1987)                             | Ministro delegato alla ricerca e all'istruzione superiore                       | René Monory             | Ministro dell'educazione nazionale                                                                             | Chirac II                     | 20 marzo 1986     | 10 maggio 1988    |
| Nessun titolare tra il 12 maggio 1988 e il 30 marzo 1993                                                  |                                                                                 |                         | |                               |                   |                   |
| François Fillon                                                                                           | Ministro dell'istruzione superiore e della ricerca                              | Esercizio completo      | Esercizio completo                                                                                             | Balladur                      | 30 marzo 1993     | 11 maggio 1995    |
| Jean de Boishue                                                                                           | Segretario dell'istruzione superiore                                            | François Bayrou         | Ministro dell'educazione nazionale, dell'istruzione superiore, della ricerca e dell'integrazione professionale | Juppé I                       | 18 maggio 1995    | 7 novembre 1995   |
| Nessuno                                                                                                   | Nessuno                                                                         | François Bayrou         | Ministro dell'educazione nazionale, dell'istruzione superiore e della ricerca                                  | Juppé II                      | 7 novembre 1995   | 2 giugno 1997     |
| Nessun titolare tra il 4 giugno 1997 e il 7 maggio 2002                                                   |                                                                                 |                         | |                               |                   |                   |
| François Loos                                                                                             | Ministro delegato all'istruzione superiore e alla ricerca                       | Luc Ferry               | Ministro della gioventù, dell'educazione nazionale e della ricerca                                             | Raffarin I                    | 7 maggio 2002     | 17 giugno 2002    |
| Nessun titolare tra il 17 giugno 2002 e il 31 marzo 2004                                                  |                                                                                 |                         | |                               |                   |                   |
| Nessuno                                                                                                   | Nessuno                                                                         | François Fillon         | Ministro dell'educazione nazionale, dell'istruzione superiore e della ricerca                                  | Raffarin III                  | 31 marzo 2004     | 31 maggio 2005    |
| François Goulard                                                                                          | Ministro delegato all'istruzione superiore e alla ricerca                       | Gilles de Robien        | Ministro dell'educazione nazionale, dell'istruzione superiore e della ricerca                                  | de Villepin                   | 2 giugno 2005     | 15 maggio 2007    |
| Valérie Pécresse                                                                                          | Ministro dell'istruzione superiore e della ricerca                              | Esercizio completo      | Esercizio completo                                                                                             | Fillon I                      | 18 maggio 2007    | 18 giugno 2007    |
| Valérie Pécresse                                                                                          | Ministro dell'istruzione superiore e della ricerca                              | Esercizio completo      | Esercizio completo                                                                                             | Fillon II                     | 19 giugno 2007    | 13 novembre 2010  |
| Valérie Pécresse                                                                                          | Ministro dell'istruzione superiore e della ricerca                              | Esercizio completo      | Esercizio completo                                                                                             | Fillon III                    | 14 novembre 2010  | 29 giugno 2011    |
| Laurent Wauquiez                                                                                          | Ministro dell'istruzione superiore e della ricerca                              | Esercizio completo      | Esercizio completo                                                                                             | Fillon III                    | 29 giugno 2011    | 10 maggio 2012    |
| Geneviève Fioraso                                                                                         | Ministro dell'istruzione superiore e della ricerca                              | Esercizio completo      | Esercizio completo                                                                                             | Ayrault I                     | 16 maggio 2012    | 18 giugno 2012    |
| Geneviève Fioraso                                                                                         | Ministro dell'istruzione superiore e della ricerca                              | Esercizio completo      | Esercizio completo                                                                                             | Ayrault II                    | 21 giugno 2012    | 31 marzo 2014     |
| Geneviève Fioraso                                                                                         | Segretario di Stato per l'istruzione superiore e la ricerca (dal 9 aprile 2014) | Benoît Hamon            | Ministro dell'educazione nazionale, dell'istruzione superiore e della ricerca                                  | Valls I                       | 2 aprile 2014     | 25 agosto 2014    |
| Geneviève Fioraso                                                                                         | Segretario di Stato per l'istruzione superiore e la ricerca (dal 9 aprile 2014) | Najat Vallaud-Belkacem  | Ministro dell'educazione nazionale, dell'istruzione superiore e della ricerca                                  | Valls II                      | 26 agosto 2014    | 5 marzo 2015      |
| Thierry Mandon                                                                                            | Segretario di Stato per l'istruzione superiore e la ricerca                     | Najat Vallaud-Belkacem  | Ministro dell'educazione nazionale, dell'istruzione superiore e della ricerca                                  | Valls II                      | 17 giugno 2015    | 6 dicembre 2016   |
| Thierry Mandon                                                                                            | Segretario di Stato per l'istruzione superiore e la ricerca                     | Najat Vallaud-Belkacem  | Ministro dell'educazione nazionale, dell'istruzione superiore e della ricerca                                  | Cazeneuve                     | 6 dicembre 2016   | 1 maggio 2017     |
| Frédérique Vidal                                                                                          | Ministro dell'istruzione superiore, della ricerca e dell'innovazione            | Esercizio completo      | Esercizio completo                                                                                             | Philippe I Philippe II Castex | 17 maggio 2017    | 20 maggio 2022    |
| Sylvie Retailleau                                                                                         | Ministro dell'insegnamento superiore e della ricerca                            | Esercizio completo      | Esercizio completo                                                                                             | Borne Attal                   | 20 maggio 2022    | 21 settembre 2024 |
| Patrick Hetzel                                                                                            | Ministro dell'insegnamento superiore e della ricerca                            | Esercizio completo      | Esercizio completo                                                                                             | Barnier                       | 21 settembre 2024 | 23 dicembre 2024  |
| Philippe Baptiste                                                                                         | Ministro delegato responsabile dell'istruzione superiore e della ricerca        | Élisabeth Borne         | Ministro di Stato, ministro dell'educazione nazionale, dell'istruzione superiore e della ricerca               | Bayrou                        | 23 dicembre 2024  | in carica         |

## Decreti di attribuzione
- (FR)  Decreto n° 2007-1001 del 31 maggio 2007 relativo alle attribuzioni del ministro dell'istruzione superiore e della ricerca (obsoleto)
- (FR)  Decreto n° 2010-1452 del 25 novembre 2010 relativo alle attribuzioni del ministro dell'istruzione superiore e della ricerca (obsoleto)
- (FR)  Decreto n° 2012-777 del 24 maggio 2012 relativo alle attribuzioni del ministro dell'istruzione superiore e della ricerca (obsoleto)
- (FR)  Decreto n° 2014-402 del 16 aprile 2014 relativo alle attribuzioni del ministro dell'educazione nazionale, dell'istruzione superiore e della ricerca (obsoleto)
- (FR)  Decreto n° 2017-1083 del 24 maggio 2017 relativo alle attribuzioni del ministro dell'istruzione superiore, della ricerca e dell'innovazione